# Ibafa
Ibafa é um município da Hungria, situado no condado de Baranya. Tem 29,3 km² de área e sua população em 2019 foi estimada em 194 habitantes.